# كهف ريوسيندو
ريوسيندو (باليابانية: 龍泉洞، بالروماجي: Ryūsendō) أو (كهف ريوسين)، أحد أكبر ثلاث كهوف جيرية في اليابان، يقع في بلدة إوايزومي [الإنجليزية]، محافظة إواتيه في منطقة توهوكو شمال اليابان، تم إعتباره معلم طبيعي من قبل الحكومة اليابانية عام 1934 وأفتتح أمام الزوار سنة 1967، مياه البحيرات داخل الكهف تم تصنيفها ضمن «أشهر 100 ينبوع في اليابان» سنة 1985 من قبل وزارة البيئة.

## نظرة عامة
يمتد طول الكهف المفتوح أمام السياح 1,200 متر (3,900 قدم)، أثناء إستكشافه عام 1968 حصل حادث لمستكشف تسبب بوفاته غرقًا ليتم بعدها حظر الإستكشاف داخل الكهف، في عام 2012 تم تأكيد أن طول الكهف يصل إلى 3,631 متر (11,913 قدم) ويعتقد أنه يمتد إلى أكثر من 5,000 متر (16,000 قدم)، عمق الكهف يصل إلى 249 متر (817 قدم) عند أخفض نقطة عن المدخل، درجة الحرارة داخل الكهف مستقرة عند °10 سيليزية، يحتوي الكهف على أكثر من 4 بحيرات تحت أرضية، البحيرة الثالثة تقع على عمق 98 متر (322 قدم) والرابعة (غير متاحة للجمهور) على عمق 120 متر (390 قدم) ما يجعلها أعمق بحيرة في اليابان، المياه داخل الكهف تعتبر من المياه الأكثر شفافية في العالم، يمكن أيضًا رؤية العديد من الصواعد والنوازل داخل الكهف بالإضافة إلى عدة أنواع من مستعمرات الخفافيش منها خفاش الحذوة الكبير، والخفاش الشرقي طويل الأصابع [الإنجليزية]، والخفاش البني طويل الأذنين، وخفاش هيلغيندورف أنبوبي الأنف [الإنجليزية]، بالإضافة إلى الخفافيش الصغيرة.

تم إكتشاف كهوف جديدة قريبة من الكهف الرئيسي سميت (ريوسيندو الجديدة) سنة 1967، وتم إستخدامها كمتحف طبيعي لتصبح «أول متحف طبيعي لعلوم الكهوف» حيث تعرض فيه القطع التي عثر عليها داخله من أواني فخارية وحجرية بالإضافة إلى مواد تخص علم الكهوف والجيولوجيا وعلم الأحياء والآثار.

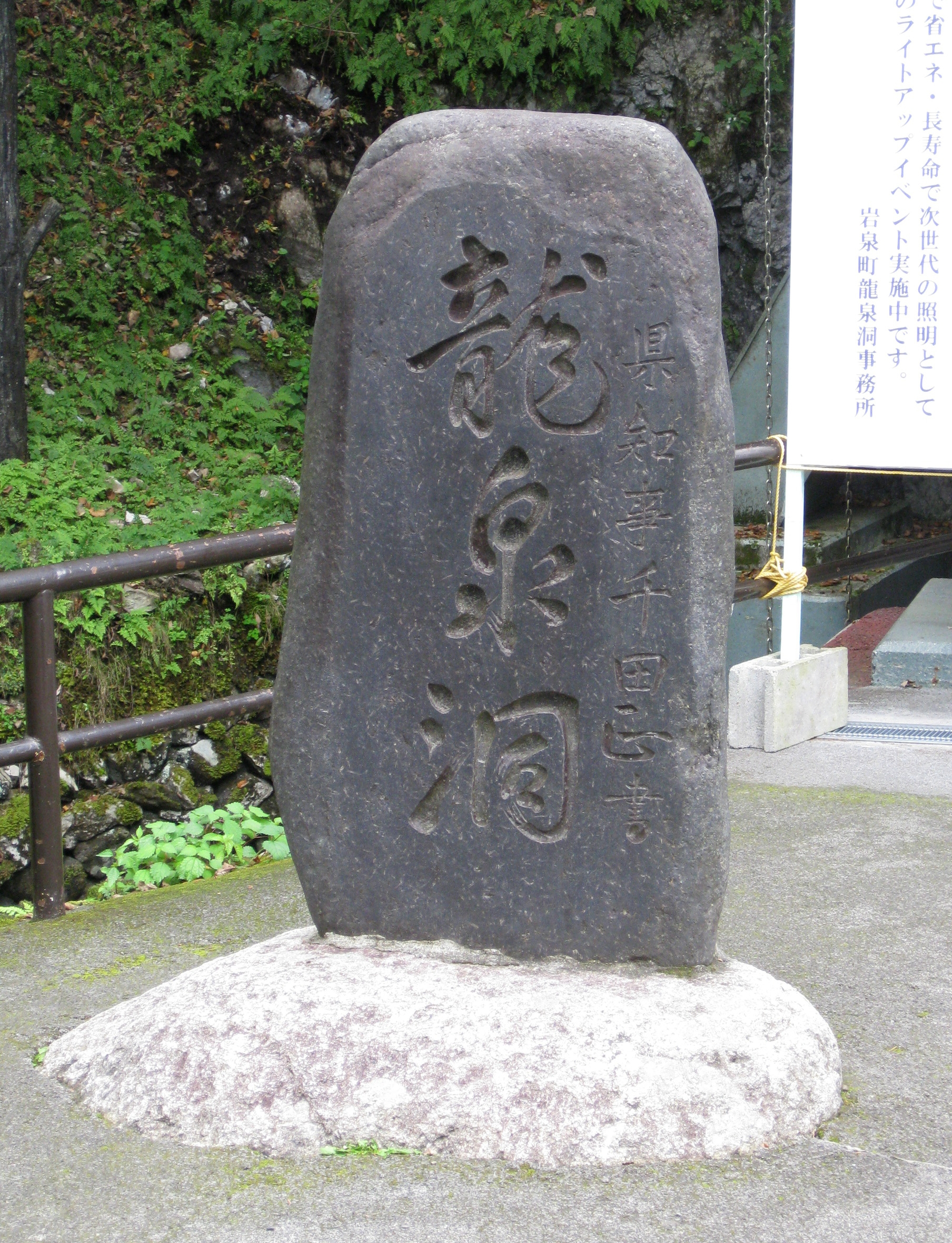
علامة حجرية نقش عليها إسم الكهف.
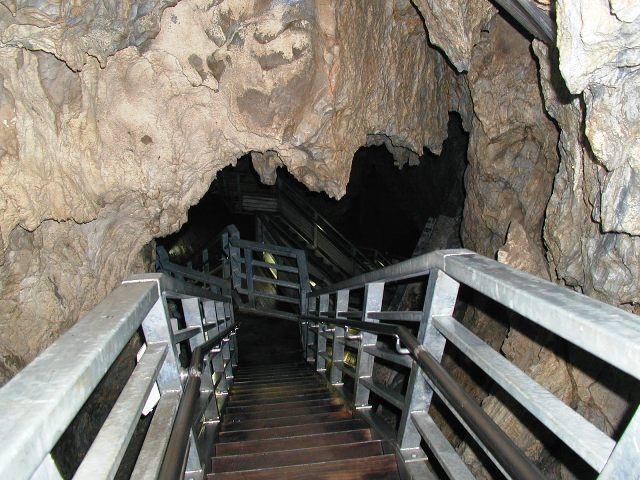
ممر الدخول إلى الكهف.
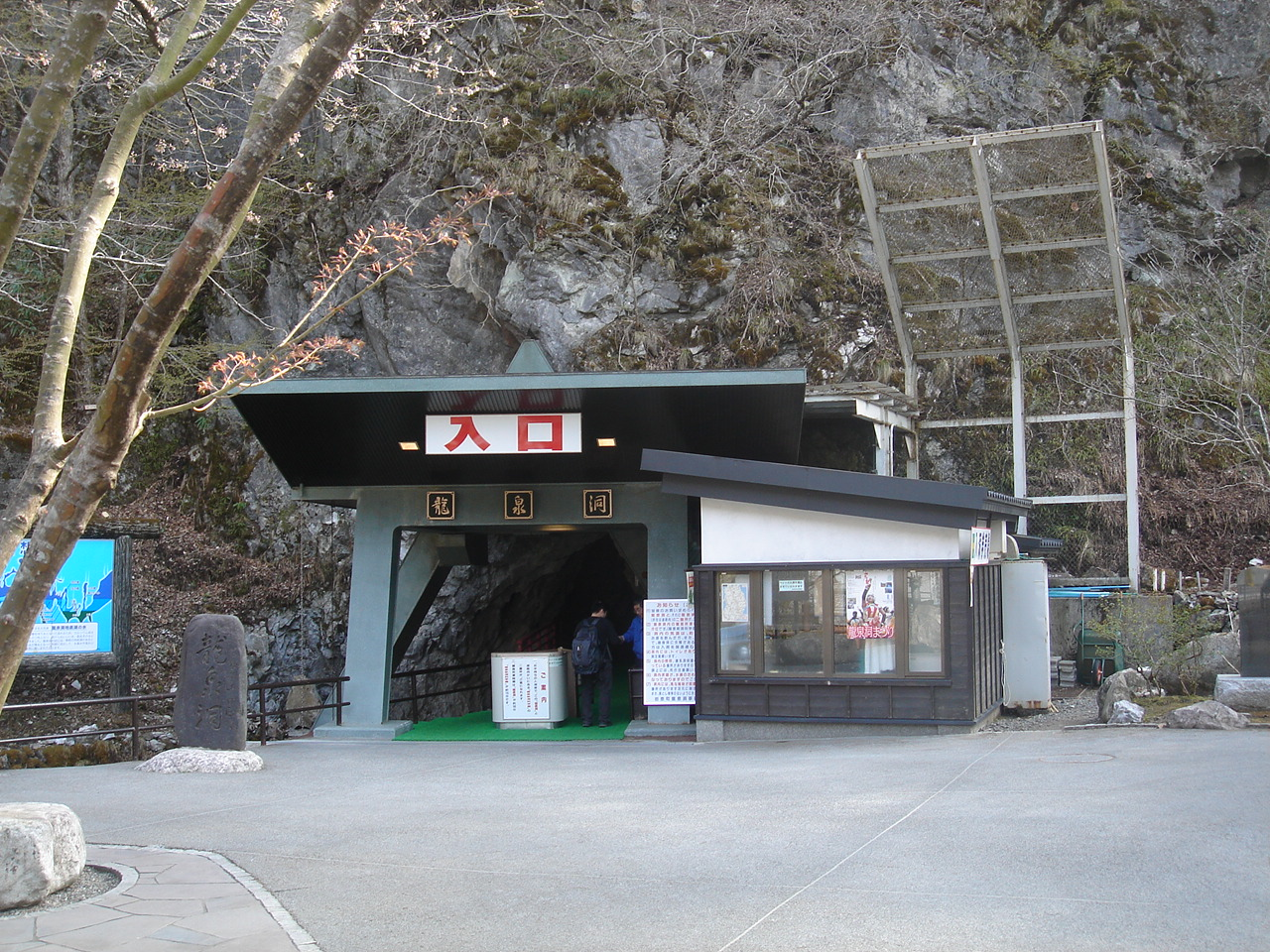
مدخل الكهف.
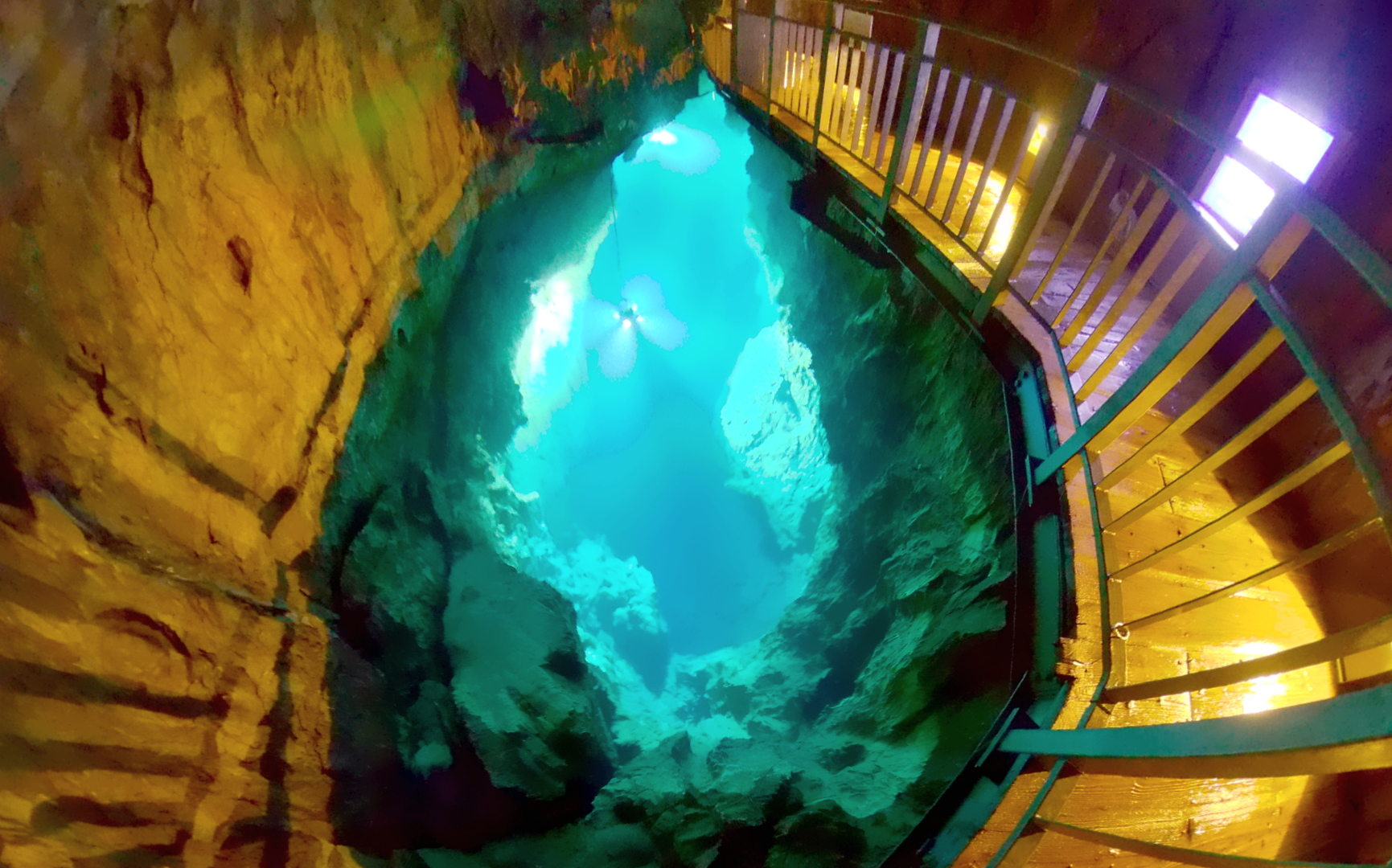
إحدى بحيرات كهف ريوسيندو تحت الأرض.
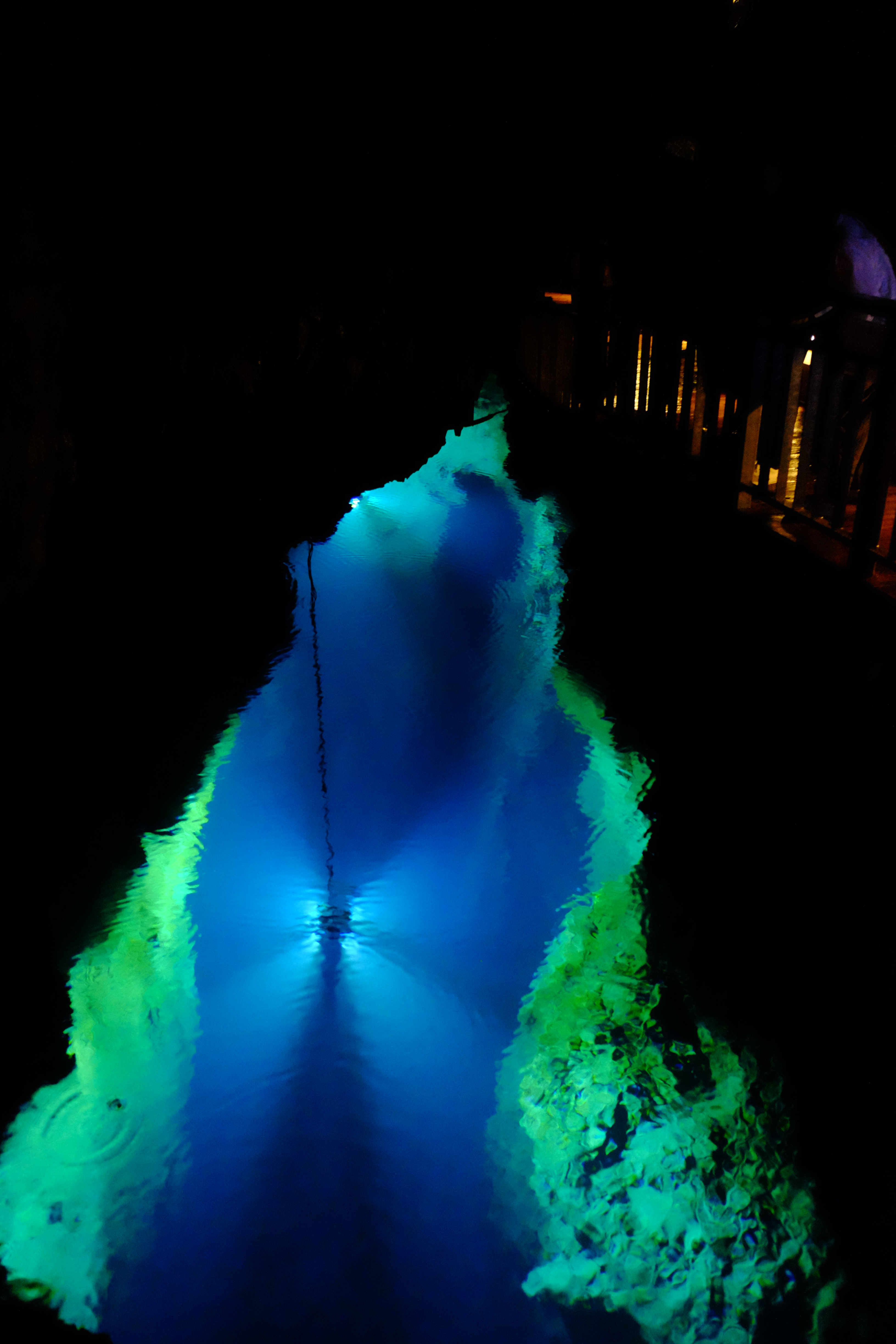
إحدى بحيرات كهف ريوسيندو تحت الأرض.
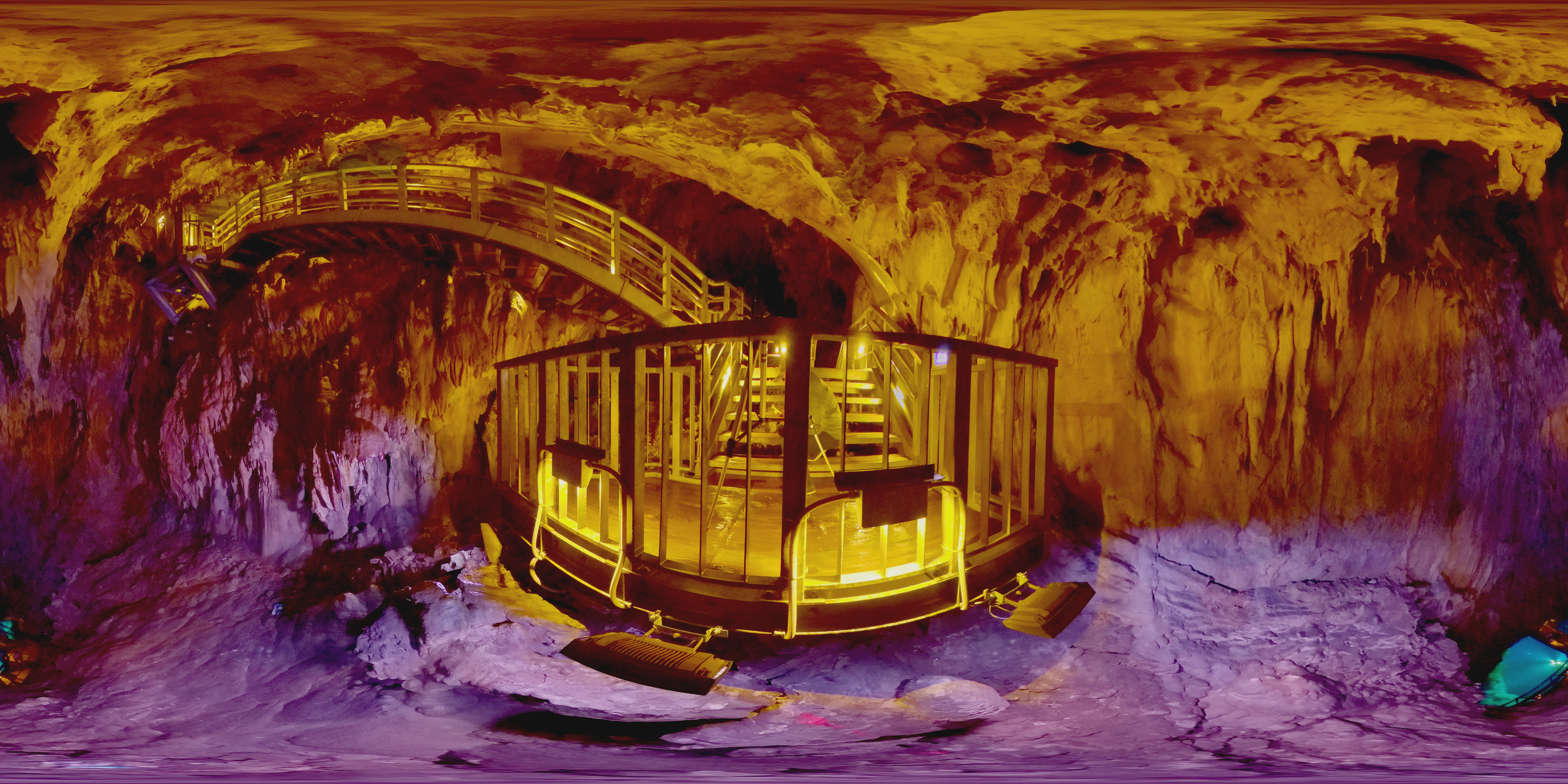
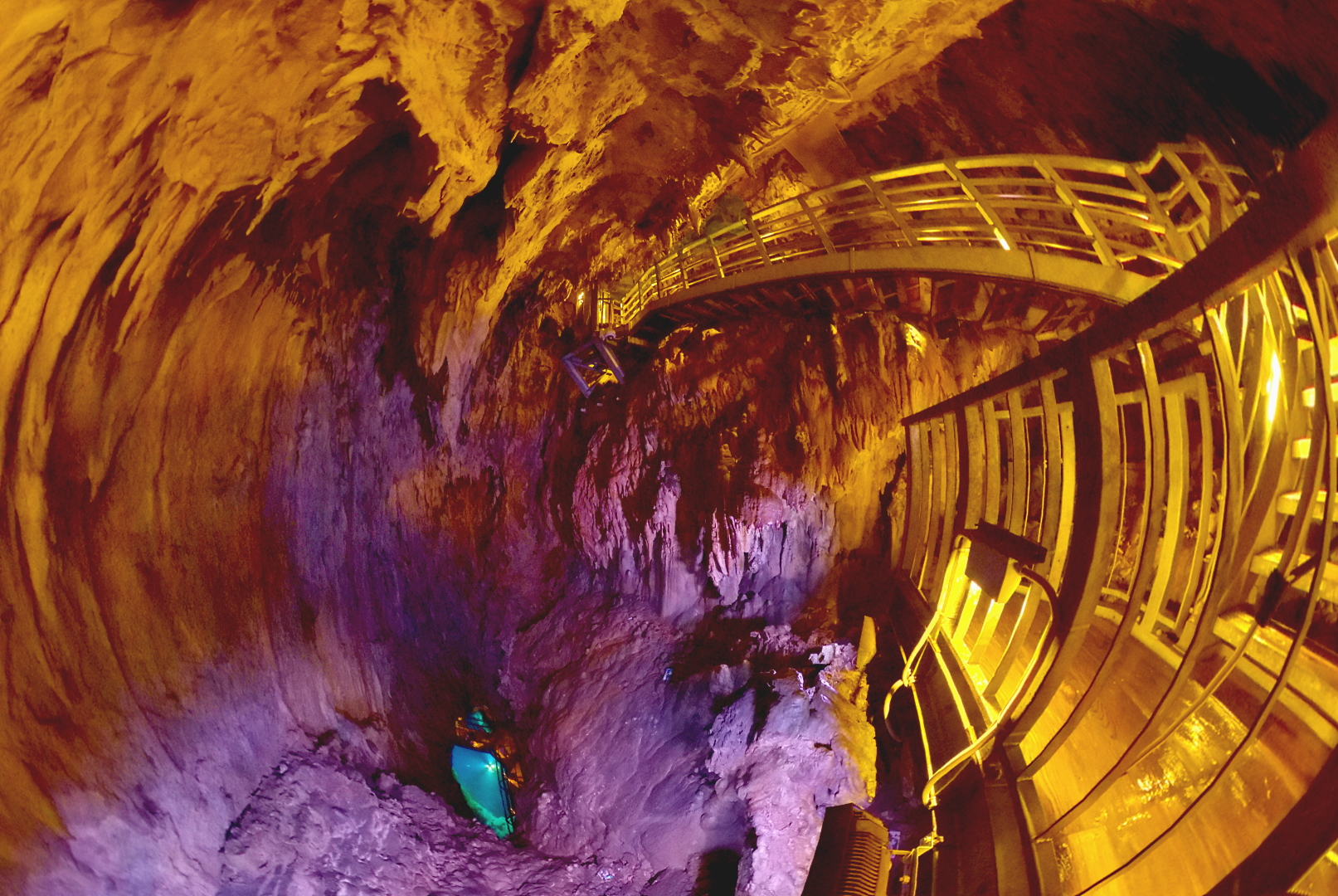
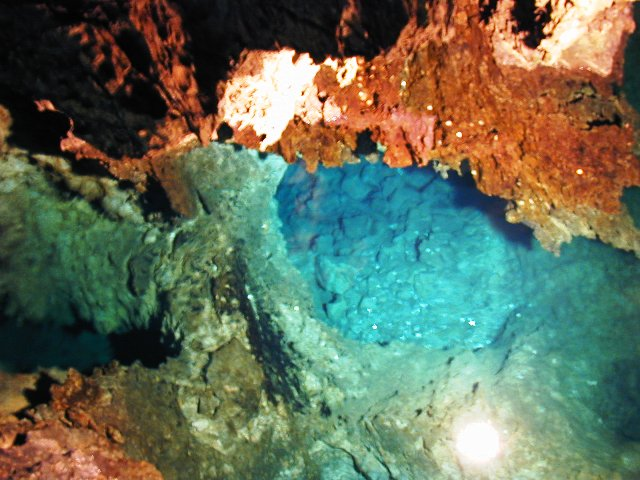

## طالع أيضًا
- كهف كوسيغاساوا
- كهف مورويا
- كهف خفاش بحيرة ساي
- كهف ماكيدو